# アルマンド・カリネスク
アルマンド・カリネスク（ルーマニア語:Armand Călinescu、1893年6月4日 - 1939年9月21日）は、ルーマニアの経済学者、政治家。彼は1939年3月から同年9月に暗殺されるまでの6か月間、ルーマニアの第39代首相を務めた。彼は鉄衛団に対して断固反対の姿勢で臨み、カロル2世の独裁政権下でも権力を維持し続けていた。彼は幾度もの暗殺未遂を切り抜けてきたが、ナチス・ドイツの協力もあって、ついに鉄衛団のメンバーによって暗殺された。

## 来歴

### 入党まで
アルマンド・カリネスクは、ピテシュティにルーマニア王国陸軍のベテラン兵だったミハイ・カリネスクと、その妻エカテリナの間に生まれた。ミハイ・カリネスクは地主で、比較的裕福な家庭であった。
カリネスクは、中学・高校とピテシュティにあるイオン・ブラティアヌ高等学校へ通った。その後パリ大学にて、経済学と政策科学の分野でドクター・オブ・フィロソフィーの学位を与えられ、1912年から1918年にかけてブカレスト大学にて、法律と哲学を研究した。

### 農民党と国民農民党
カリネスクは初め、国内で有力だった国民自由党に参加することを考えていたが、彼の政治観点は国民自由党の党首であったイオン・ブラティアヌから否定されてしまった。その代わりに彼は、当時興隆していた対立政党の農民党へ参加し、党首のイオン・ミハレイクに多大な影響を受けた。彼は1926年に農民党から選出された38人の議員の一人（この年にカリネスクは初めて選出された）で、彼らは当時結成されていたアレクサンドル・アヴェレスク内閣に反対していた。その後1937年まで彼は選挙のたびに選ばれ続けていった。
農民党がルーマニア国民党と合併して国民農民党が新たに結成された際、カリネスクは党内の左翼側に立った。同じ思想側に立った党員にはミハイ・ラレア、エルンスト・イェネ、ミハイル・ゲルメギェアヌ、ペテル・アンドレイ、ニコラエ・ルプなどがいた。カリネスクは国民農民党のアルジェシュ県担当リーダーとなり、1928年のユリウ・マニウ内閣の下で勢力を拡大していく中で、ミハレイクによって農林水産省の第一秘書に任命され、その後にはアルジェシュ県の県知事となった。そして1930年には、アレクサンドル・ヴァイダ＝ヴォエヴォドの下で内務次官を務めた。
内務次官に就いたカリネスクは、違法化されたルーマニア共産党の動向を監視していた。1929年にルペニ（フネドアラ県にある鉱山町）にて鉱山労働者のストライキが発生した際は、ルーマニア王国陸軍に命じて疑いのある運動家の逮捕を行ったり、1933年にグリヴィツァにて鉄道員のストライキが発生している最中には、軍に命じてストライキ参加者を殺害させていた。
また彼は同様に、1931年に非合法的に結成されたファシズム政党の鉄衛団にも注意を向けていたが、この行動は結果として1933年のヴァイダ＝ヴォエヴォド内閣の崩壊に繋がってしまった。
国民自由党のゲオルゲ・タタレスク内閣と対立する中で、カリネスクはタタレスクらの鉄衛団に対する寛容な姿勢に警戒を抱くようになり、特に1933年12月のイオン・デュカの殺害や、1936年のイオン・デュカ記念碑の冒涜によって一層警戒が深まった。

### カロル2世の治世
フランスとイギリスの同盟を支持し、ルーマニア国内における鉄衛団の活動に反対するカリネスクは、カロル2世の鉄衛団迫害の動きを支持していた。当時彼は、国民農民党の党首が鉄衛団との選挙協定を結んでいたことで、国民農民党の党首と対立していた。1937年の選挙の後に、彼は内務大臣として、キリスト教国民党を率いたオクタヴィアン・ゴガの内閣に入ったことで国民農民党に対して一層反抗し、その後すぐに彼は国民農民党から追放された。
カリネスクは鉄衛団と対峙する覚悟を決めるようになった。1938年5月の選挙が準備されていく一方で、彼は鉄衛団のプロパガンダの制限へと歩を進め、鉄衛団と繋がっていた出版社の閉鎖を行った（これにはプロパガンダ制限に動く政権の活動と、それに対抗した鉄衛団との間の武力闘争が影響していた）。
カリネスクは1937年にカロル2世による王室独裁が開始されるまで内務大臣を務め、その後はミロン・クリスティヤ首相の下で副首相を務めた。歴史研究家のジョゼフ・ロスチャイルドによると、カリネスクは政府内でも大きな権力を握っていたという。また、彼は1938年12月にルーマニア王国唯一の政党として新たに結成された国家復興戦線の創立メンバーの一人で、カロル2世と非常に近しい間柄であるとよく見られた。一方で彼は歴史研究家のニコラエ・ヨルガとの論争にも関わるようになっていった。ヨルガは、カロル2世が社会学者やルーマニア・アカデミーの会員に対して異なる様々な制服を着用することを定めた法律を制定したことに対し、厳しく批判する書籍を発行していた。ヨルガは皮肉を込めて「私は国家復興戦線の制服を決める覚悟を決めている。だが私はあのピッケルハウベだけは被りたくない。なぜって、あれは内務大臣を務める者が被るか串刺しをするためのものだからだよ」と述べた。後にヨルガは政府からの熱い要望によって、彼らを支援する側に回った。
1938年5月、ナチス・ドイツによるアンシュルスを知ったカリネスクは、コルネリウ・コドレアヌを始めとする鉄衛団の指導陣や党員、さらにはその支持者（ナエ・イオネスクやミルチャ・エリアーデなどが有名）の逮捕や処刑に動き出した。コドレアヌら鉄衛団指導者は、「脱走を図ったことによる死刑」と称して合計300人以上が処刑され、その他の党員に対しても、離党宣言の署名を強制させた。逮捕を逃れたホリア・シマなどの鉄衛団指導者は、その多くがドイツへと亡命した。
1939年3月7日に、当時厚生大臣と教育大臣を務めていたカリネスクは、クリスティヤが死亡したことで首相に就任した。当時、彼が鉄衛団の興隆の阻止やドイツが起こしかねない戦争からの中立保持を行ってくれると考えられていたのが理由の一つであった。とはいうものの、彼はクリスティヤが病床に就いた2月ごろから実質的に首相の権利を保有していた。同時に、彼は内務大臣と防衛大臣にも就任した。同年9月、ナチス・ドイツによってポーランド侵攻が開始。その際に、鉄衛団の党員は「カリネスクとカロル2世はイギリス秘密情報部と共謀してプラホヴァにある油田を爆破し、ドイツが石油を利用できないようにしようと計画している」と強く主張した。カリネスクは、ポーランド亡命政府とポーランド国民に対してルーマニア国内への亡命を許可し、ルーマニア国内の鉄道会社に対して、ポーランド国内の重要文化財の保護を目的に文化財をルーマニアへ移送させ、後にそれらの文化財はコンスタンツァ港からイギリスへと輸送、この行為に対してナチス・ドイツは非常に憤慨していた。

### 暗殺
カリネスクは、ニコラエ・ティトゥレスク、ディヌ・ブラティアヌ、ガブリエル・マリネスク将軍らと同時に秘密裏にブラックリスト入りされ、ホリア・シマ（当時ドイツのシュテーグリッツへ亡命していた）からの命令を受けた鉄衛団党員によって、ブカレストにて暗殺された。この暗殺事件は、過去に幾度か実行された計画の最後の一つであった（過去にルーマニア学術研究所の攻撃や、ドゥンボヴィツァ川に架かる橋での爆破事件も行われたが、この両方とも警察によって摘発されていた）。
この事件は、ナチス・ドイツの賛同や支援の下で実行されたと考えられている。9月1日に、ナチ党、国家ファシスト党、鉄衛団の各党代表はコペンハーゲンにて会合を実施（この会合には、ルーマニアのデンマーク大使で熱心なシマのシンパだったミハイル・ストゥールザも参加していた）、カリネスクの殺害について議論を交わした（その後の計画についての詳細に関しては、鉄衛団を裏切ったメンバーであったミハイ・ヴルフレアヌによってルーマニア政府に密告された）。カリネスクを殺害するための専門部隊も結成され、その中には弁護士であったドゥミトル・ドゥミトレスク（彼はゲシュタポで訓練を積み、ハンガリーを経由してルーマニアへと帰国していた）や、学生だったチェザー・ポペスク、トライアン・ポペスク、イオン・モルドヴェアヌ、更には計画者であったイオン・ヴァシリューもいた。各メンバーはプロイェシュティ周辺の地域で連絡を取り合い、初めのうちはカリネスクだけでなくカロル2世やマリネスクをまとめて殺害する計画を立て、プラホヴァ谷にて計画を実行する予定だった。
9月21日、ブカレスト市内のコトロチェニ・パレスから帰宅中だったカリネスクの高級車は、暗殺団に待ち伏せされ、カリネスク、ボディーガードのラドゥ・アンドン、運転手のミティ・ドゥミトレスクら三人が射殺された（ドゥミトレスクは軽馬車が突如衝突してきたために停車、アンドンは車両を降りた直後に射殺され、車両後方座席で待機していたカリネスクからは12発以上もの弾丸が摘出された）。8月に違法的に国境を越えていたシマは、その光景を近くで見るために女装をしていたのだと主張した。また他の情報源では、マリン・スタンクレスクなる人物が密かにスーパーバイザーとして活動していたとある。皮肉にも、カリネスクは自身の乗っていたキャデラックの安全性を一度も信じたことがなく、ガヴリラ・マリネスクに対して何度も防弾車の使用を要請していたのだった。
暗殺チームは警察が現場に到着する前に車から離れ、ルーマニア・ラジオ放送局に乱入、従業員を脅してワルツの放送を切り詰め、トライアン・ポペスクが自身らによって首相が暗殺されたことを告げた。だがこの放送は公表されることはなかった。それは暗殺団のあずかり知らぬ間に、放送局スタッフによって放送が中断されていたからだった。

## その後
カリネスク暗殺事件について、ドイツのメディアを除けば、大多数の情報ではカリネスクの暗殺の背後にナチス・ドイツが関わったと説明している。ドイツのメディアは、ポーランドやイギリスの政権がルーマニアの中立性を放棄させる圧力をかけることを目的に、暗殺を支援したと報道し、この情報にはハンス・フリッチェを始めとした支持者がいた。
タタレスク暗殺事件の後、臨時首相に就任したゲオルゲ・アルジェシャヌによって更に強力な鉄衛団抑止政策が取られるようになった。暗殺者たちは逮捕後に即時処刑され、暗殺現場での遺体の晒し上げが数日に亘って続けられた。また現場にはプラカードが設置され、そこには「これより先、国への裏切りを行うものはこうなる定めであると知れ（ルーマニア語原文:De acum înainte, aceasta va fi soarta trădătorilor de ţară.）」と記載されていた。同時に、ブカレスト市内のいくつかの高校に対しては、暗殺現場への訪問を義務化させた（この義務化には、学生に暗殺現場の惨状を見させて鉄衛団への加入を思いとどまらせる目的があった）。著名な鉄衛団活動家の処刑は、ブカレスト以外の地域にも伝達・指令され、合計で253人が裁判を経ずに処刑されることになった。カリネスクの職は、内務大臣をガブリエル・マリネスクが、防衛大臣をイオアン・イルクシュが引き継いだ。
1年後の1940年に、鉄衛団によって政府は再編され、ルーマニア国家軍団が新たに樹立。同年9月にその政府の下で、マリネスクやアルジェシャヌは他の政治家たちと共にジラヴァで処刑された。また同時期に、クルテア・デ・アルジェシュにあったカリネスク一家のクリプトは爆破され、未公開であったカリネスクの銅胸像は、鎖に縛られてピテシュティの通り中を引きずり回されることになった。彼の妻であったアデラ・カリネスクは彼に関する情報を全て引き渡すように命じられ、当時の国家指導者イオン・アントネスクに宛てた手紙の中で、シグランツァの諜報員によって幾度も攻撃されていると告げた。
第二次世界大戦後、カリネスク家の墓石は再建された。